# 戸張孤雁
戸張 孤雁（とばり こがん / とはり こがん、明治15年（1882年）2月19日 - 昭和2年（1927年）12月19日）は、日本の彫刻家、版画家、挿画家。本名は亀吉。

## 略歴
志村久蔵の長男に生まれ、後に母方の姓、戸張を継いだ。青年期には苦学して渡米、荻原守衛の跡をついだ彫刻家であり、創作版画の草分けの一人であったが、1910年代に「孤雁新東錦絵会」を創設、自作の版画の頒布会を開催し、浮世絵の技法による新版画も残している。洋風挿絵の先駆者としても知られる。渡米の際、荻原守衛と知り合ったことを機に彫刻を始めた。帰国後、彫塑を学びつつ、自刻の版画を制作、色調による量感の表現や輪郭線を使わず、独自の流動感を示した孤雁の没骨調の版画は、最大の特色といえる。代表作として、「千住大橋の雨」、「化粧」、「女」、「淵」などが挙げられる。大正11年（1922年）刊行の『創作版画と版画の作り方』は最初の単行技法書であった。
晩年は肺を病み、日暮里の自宅で小鳥を飼いながら静養していた。独身であったが、藤井浩祐らの友人に看取られながら1927年（昭和2年）10月9日に死去。墓所は台東区谷中の大泉寺。

## 年譜
- 1882年 - 東京日本橋魚河岸に生まれる
- 1895年 - 常盤小学校高等科3学年を修了
- 1898年 - 日本銀行に採用される
- 1899年 - 片山潜より英語を学ぶ
- 1900年 - 日本銀行内書記補に昇進する
- 1901年 - 渡米。メカニック・インスチチュート、ナショナル・アカデミーで挿絵、洋画（水彩画）を学ぶ
- 1902年 - 荻原守衛と知り合う
- 1903年 - アカデミーをやめアート・スチューデンツ・リーグへ通う
- 1906年 - 病にて帰国
- 1907年 - 東京日暮里に住む。徳富蘆花の『自然と人生』『不如帰』などの挿絵を描く
- 1908年 - 『孤雁挿絵集壱巻』を刊行する
- 1909年 - 中原悌二郎、中村彝を知る。このころ朝倉文夫のところで塑造をおぼえる
- 1910年 - 太平洋画研究所彫塑部に入る。第四回文展に彫刻を初出品する
- 1911年 - 保田龍門を知る。荻原守衛遺稿『彫刻真髄』を編集
- 1912年 - 中原悌二郎と交換モデルをはじめる
- 1914年 - 武井直也、孤雁に師事する
- 1916年 - 日本美術院彫刻部研究会員となり研究をはじめる。院友に推挙される
- 1917年 - 院展に出品し同人に推挙される。喜多武四朗、山本豊市、孤雁に師事する
- 1918年 - 日本版画会の発起人となり創立する
- 1919年 - 日本版画会を日本創作版画協会とする
- 1922年 - 『創作版画と版画の作り方』を編集上梓する
- 1927年 - 自宅にて45歳で永眠[4]

## 作品

### 彫刻
- 「猫」 ブロンズ 東京国立博物館所蔵 明治43年（1910年）

### 新版画
- 「麻の葉」 木版画 大正2年（1913年） 加藤版画研究所より

### 創作版画
- 「玉のり」 木版画 大正3年（1914年） 千葉市美術館所蔵
- 「小田原妓楼」 木版画 東京国立近代美術館所蔵
- 「女の顔（女学生）」 木版画 東京国立近代美術館所蔵
- 「麻の葉」 木版画 大正2年（1913年） 東京国立近代美術館所蔵
- 「十二階」 木版画 東京国立近代美術館所蔵

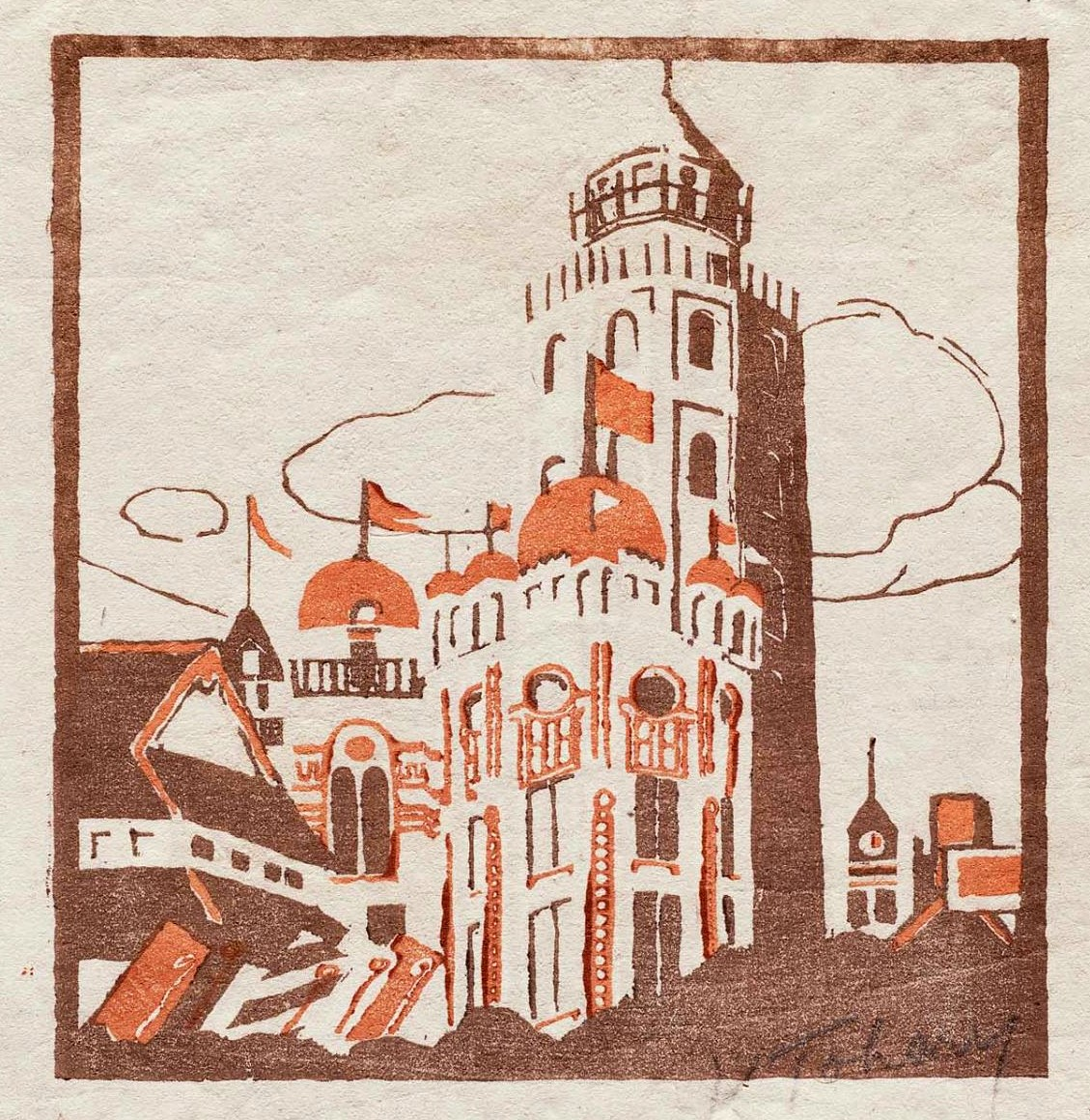
„12 Stock“[7]、1895年
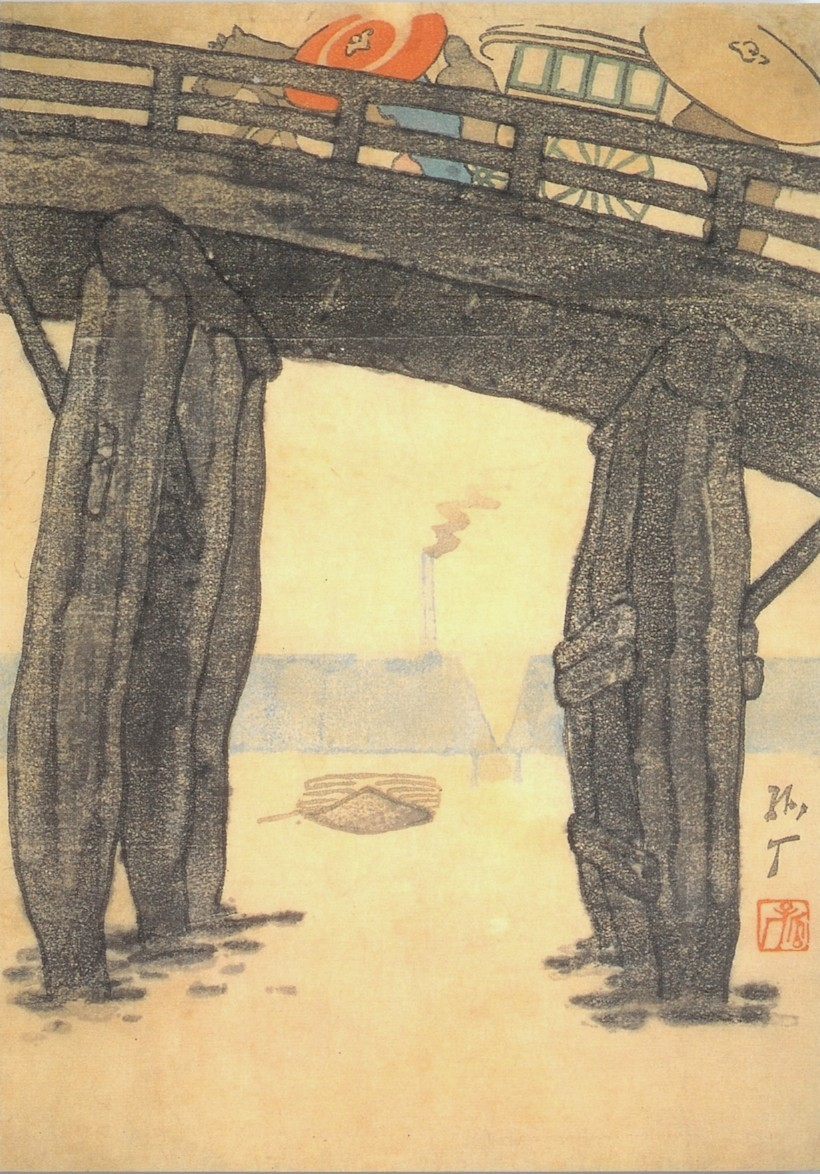
1913年
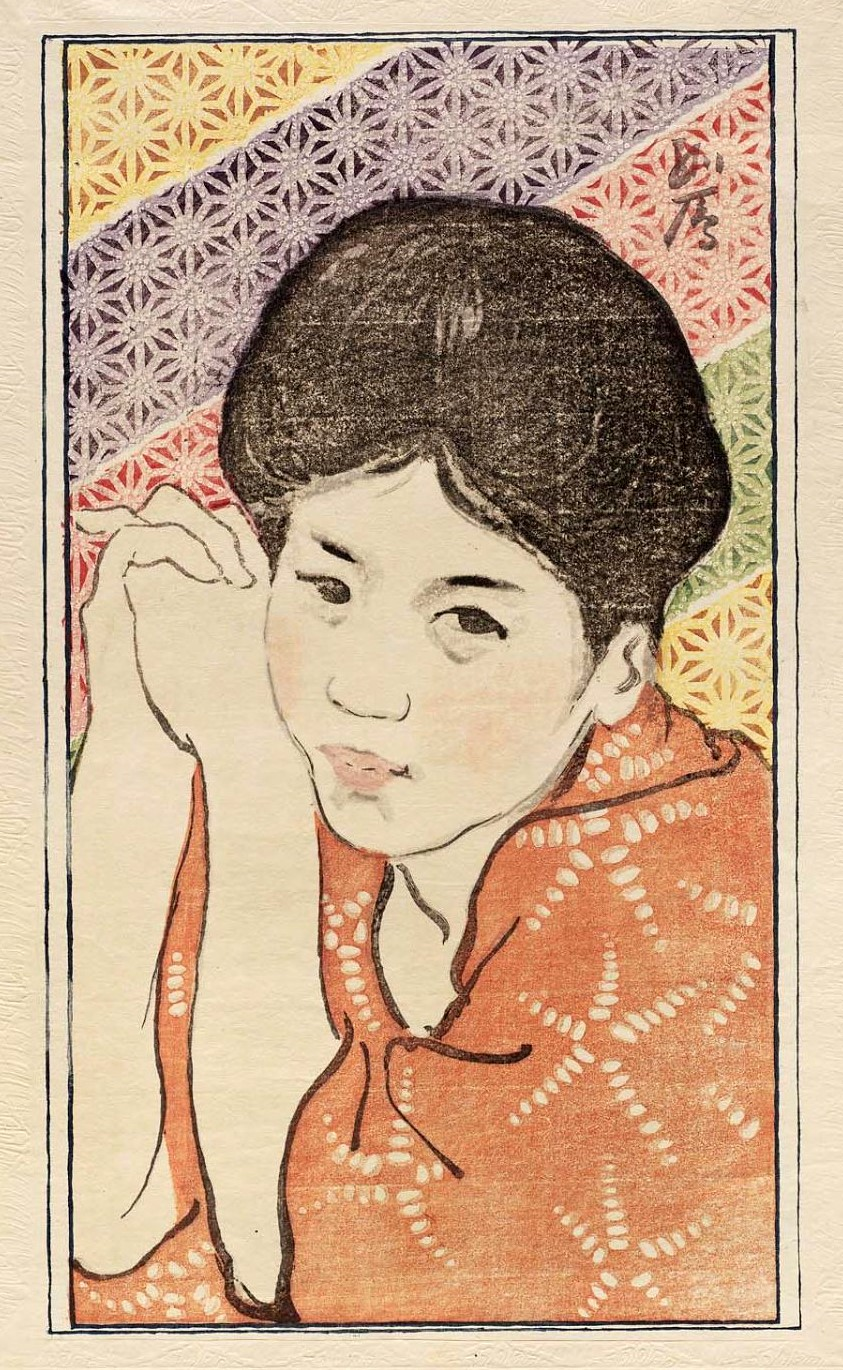
1913年
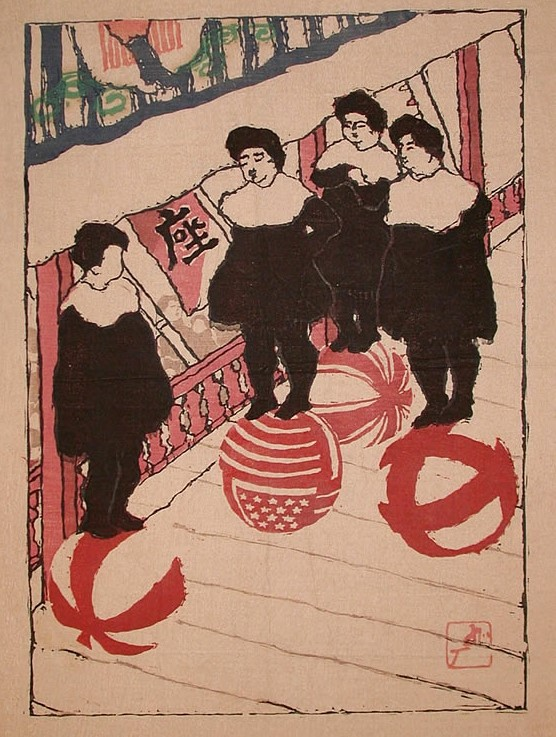
1914年
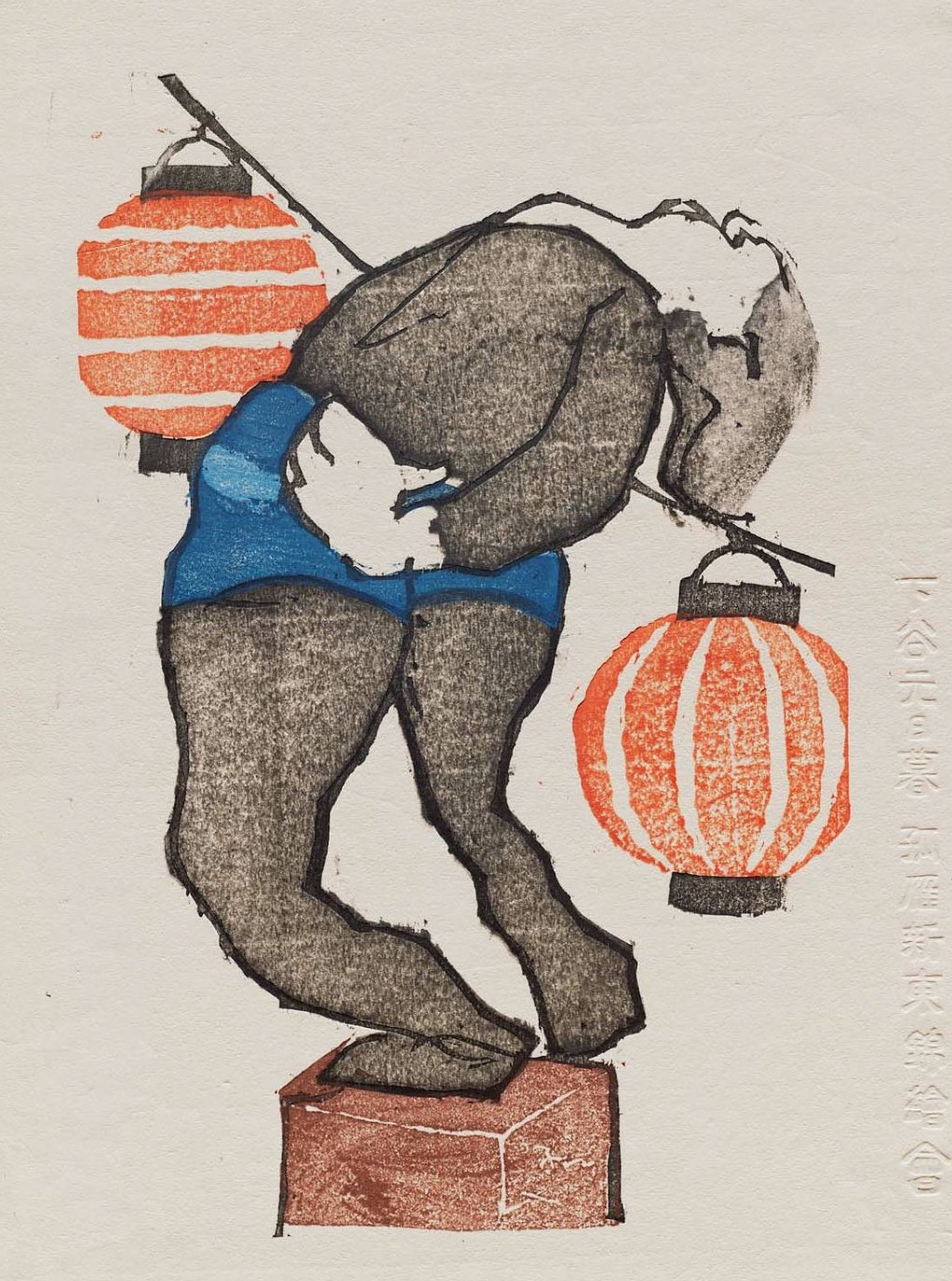
1916年